# Tretioscincus oriximinensis
Tretioscincus oriximinensis är en ödleart som beskrevs av  Avila-pires 1995. Tretioscincus oriximinensis ingår i släktet Tretioscincus och familjen Gymnophthalmidae. Inga underarter finns listade i Catalogue of Life.